# Hoa hậu Hoàn vũ Canada
Hoa hậu Hoàn vũ Canada (tiếng Anh: Miss Universe Canada) là một cuộc thi sắc đẹp của Canada. Cuộc thi Hoa hậu Hoàn vũ Canada được sáng lập vào năm 2003 và những người đẹp đăng quang danh hiệu này sẽ đại diện cho đất nước Canada tham dự cuộc thi Hoa hậu Hoàn vũ. Natalie Glebova đã trở thành Hoa hậu Hoàn vũ Canada đầu tiên đăng quang danh hiệu Hoa hậu Hoàn vũ vào năm 2005.

## Đại diện Canada tại Hoa hậu Hoàn vũ
Chú thích
- : Chiến thắng
- : Á hậu hoặc top 5/6
- : Loạt top hoặc loạt vào chung kết

| Năm  | Đại diện                       | Quê quán                       | Thứ hạng             | Giải thưởng phụ                                                                                  |
| 2022 | Amelia Tu                      | Vancouver,                     | Top 16               |                                                                                                  |
| ---- | ------------------------------ | ------------------------------ | -------------------- | ------------------------------------------------------------------------------------------------ |
| 2021 | Tamara Jemuovic                | Toronto, Ontario               | Không                |                                                                                                  |
| 2020 | Nova Stevens                   | Vancouver, British Columbia    | Không                |                                                                                                  |
| 2019 | Alyssa Boston                  | Tecumseh, Ontario              | Không                |                                                                                                  |
| 2018 | Marta Stępień                  | Windsor, Ontario               | Top 10               |                                                                                                  |
| 2017 | Lauren Howe                    | Toronto, Ontario               | Top 10               | - Trang phục dân tộc đẹp nhất (Top 12)                                                           |
| 2016 | Siera Bearchell                | Moose Jaw, Saskatchewan        | Top 9                |                                                                                                  |
| 2015 | Paola Núñez Valdez             | Toronto, Ontario               | Không                |                                                                                                  |
| 2014 | Chanel Beckenlehner            | Caledon, Ontario               | Không                | - Trang phục dân tộc đẹp nhất (Top 5)                                                            |
| 2013 | Riza Santos                    | Calgary, Alberta               | Không                |                                                                                                  |
| 2012 | Sahar Biniaz                   | Vancouver, British Columbia    | Không thể tham dự    |                                                                                                  |
| 2012 | Adwoa Yamoah                   | Calgary, Alberta               | Không                |                                                                                                  |
| 2011 | Chelsae Durocher               | Tecumseh, Ontario              | Không                |                                                                                                  |
| 2010 | Elena Semikina                 | Toronto, Ontario               | Không                |                                                                                                  |
| 2009 | Mariana Valente                | Richmond Hill, Ontario         | Không                |                                                                                                  |
| 2008 | Samantha Tajik                 | Richmond Hill, Ontario         | Không                |                                                                                                  |
| 2007 | Inga Skaya                     | Toronto, Ontario               | Không                |                                                                                                  |
| 2006 | Alice Panikian                 | Toronto, Ontario               | Top 10               |                                                                                                  |
| 2005 | Natalie Glebova                | Toronto, Ontario               | Hoa hậu Hoàn vũ 2005 |                                                                                                  |
| 2004 | Venessa Fisher                 | Waterdown, Ontario             | Không                |                                                                                                  |
| 2003 | Leanne Marie Cecile            | Tecumseh, Ontario              | Top 10               |                                                                                                  |
| 2002 | Etobicoke                      | Neelam Verma                   | Top 10               |                                                                                                  |
| 2001 | Montreal, Quebec               | Cristina Rémond                | Không                |                                                                                                  |
| 2000 | Edmonton                       | Kim Yee                        | Top 5                |                                                                                                  |
| 1999 | Western Ontario                | Shannon McArthur               | Không                |                                                                                                  |
| 1998 | Calgary, Alberta               | Juliana Thiessen               | Không                |                                                                                                  |
| 1997 | Red Deer, Alberta              | Carmen Kempt                   | Không                |                                                                                                  |
| 1996 | Vancouver, British Columbia    | Renette Cruz                   | Không                |                                                                                                  |
| 1995 | Calgary, Alberta               | Lana Buchberger                | Á hậu 2              |                                                                                                  |
| 1994 | Dawson Creek, British Columbia | Susanne Rothfos                | Không                |                                                                                                  |
| 1993 | Calgary, Alberta               | Nancy Ann Elder                | Không                |                                                                                                  |
| 1977 | British Columbia               | Pamela Mercer                  | Unplaced             | - Hoa hậu Thân thiện                                                                             |
| 1976 | Ontario                        | Normande Jacques               | Không                |                                                                                                  |
| 1975 | Ontario                        | Sandra Margaret Emily Campbell | Không                |                                                                                                  |
| 1974 | Ontario                        | Deborah Tone                   | Không                |                                                                                                  |
| 1973 | Ontario                        | Deborah Anne Ducharme          | Không                |                                                                                                  |
| 1972 | Ontario                        | Bonny Brady                    | Không                |                                                                                                  |
| 1971 | Ontario                        | Lana Drouillard                | Không                |                                                                                                  |
| 1970 | Prince Edward Island           | Norma Joyce Hickey             | Không                |                                                                                                  |
| 1969 | Ontario                        | Jacquie May Perrin             | Không                |                                                                                                  |
| 1968 | Ontario                        | Nancy Wilson                   | Top 15               |                                                                                                  |
| 1967 | Ontario                        | Donna Marie Barker             | Không                |                                                                                                  |
| 1966 | Ontario                        | Marjorie Anne Schofield        | Không                |                                                                                                  |
| 1965 | Ontario                        | Carol Ann Tidey                | Top 15               |                                                                                                  |
| 1964 | Newfoundland                   | Mary Lou Farrell               | Không                |                                                                                                  |
| 1963 | Saskatchewan                   | Jane Kmita                     | Không                |                                                                                                  |
| 1962 | Ontario                        | Marilyn McFatridge             | Top 15               |                                                                                                  |
| 1961 | Ontario                        | Wilda Reynolds                 | Không                |                                                                                                  |
| 1960 | Ontario                        | Edna Dianne MacVicar           | Không                |                                                                                                  |
| 1959 | Ontario                        | Eileen Butter                  | Không                |                                                                                                  |
| 1958 | Toronto, Ontario               | Eileen Cindy Conroy            | Không                |                                                                                                  |
| 1957 | Toronto, Ontario               | Gloria Noakes                  | Top 16               | - Hoa hậu được yêu thích nhất (dựa trên phiếu bầu từ cuộc diễu hành trước cuộc thi ở Long Beach) |
| 1956 | Toronto, Ontario               | Elaine Evelyn Bishenden        | Không                |                                                                                                  |
| 1955 | Toronto, Ontario               | Cathy Diggles                  | Top 16               |                                                                                                  |
| 1954 | Toronto, Ontario               | Joyce Mary Landry              | Không                |                                                                                                  |
| 1953 | Toronto, Ontario               | Thelma Elizabeth Brewis        | Top 16               |                                                                                                  |
| 1952 | Toronto, Ontario               | Ruth Carrier                   | Không                |                                                                                                  |